# Viktor Tsygankov
Viktor Tsyhankov (en ucraniano: Віктор Віталійович Циганков; Nahariya, Israel, 15 de noviembre de 1997) es un futbolista ucraniano que juega en la demarcación de delantero para el Girona F. C. de la Primera División de España.

## Trayectoria
Con diecisiete años se incorporó al Dinamo de Kiev y durante su etapa en el club marcó 94 goles en 236 partidos.
El 17 de enero de 2023, a cinco meses de expirar su contrato, fue traspasado al Girona F. C. Firmó por cuatro años y medio y el acuerdo se cerró a cambio de cinco millones de euros y un 50% de un futuro traspaso.

## Selección nacional
Tras jugar con la selección de fútbol sub-16 de Ucrania, la sub-17, la sub-19 y la sub-21, finalmente debutó con la selección absoluta el 12 de noviembre de 2016. Lo hizo en un partido de clasificación para la Copa Mundial de Fútbol de 2018 contra Finlandia que finalizó con un resultado de 1-0 a favor del combinado ucraniano tras el gol de Artem Kravets.

### Participaciones en Eurocopas
| Copa          | Sede     | Resultado        | Partidos | Goles |
| ------------- | -------- | ---------------- | -------- | ----- |
| Eurocopa 2020 | Europa   | Cuartos de final | 4        | 0     |
| Eurocopa 2024 | Alemania | Primera fase     | 1        | 0     |

### Goles internacionales
| #  | Fecha                 | Estadio                                            | Oponente            | Gol | Resultado | Competición                         |
| -- | --------------------- | -------------------------------------------------- | ------------------- | --- | --------- | ----------------------------------- |
| 1  | 25 de marzo de 2019   | Estadio Josy Barthel, Luxemburgo, Luxemburgo       | Luxemburgo          | 1-1 | 1–2       | Clasificación para la Eurocopa 2020 |
| 2  | 7 de junio de 2019    | Arena Lviv, Lviv, Ucrania                          | Serbia              | 1-0 | 5-0       | Clasificación para la Eurocopa 2020 |
| 3  | 7 de junio de 2019    | Arena Lviv, Lviv, Ucrania                          | Serbia              | 2-0 | 5-0       | Clasificación para la Eurocopa 2020 |
| 4  | 7 de octubre de 2020  | Stade de France, Saint-Denis, Francia              | Francia             | 4-1 | 7-1       | Amistoso                            |
| 5  | 13 de octubre de 2020 | Estadio Olímpico de Kiev, Kiev, Ucrania            | España              | 1-0 | 1-0       | Liga de Naciones de la UEFA 2020-21 |
| 6  | 23 de mayo de 2021    | Estadio Metalist, Járkov, Ucrania                  | Baréin              | 1-1 | 1-1       | Amistoso                            |
| 7  | 8 de junio de 2022    | Estadio Aviva, Dublín, República de Irlanda        | Irlanda             | 0-1 | 0-1       | Liga de Naciones de la UEFA 2022-23 |
| 8  | 12 de junio de 2023   | Weserstadion, Bremen, Alemania                     | Alemania            | 1-1 | 3-3       | Amistoso                            |
| 9  | 12 de junio de 2023   | Weserstadion, Bremen, Alemania                     | Alemania            | 1-3 | 3-3       | Amistoso                            |
| 10 | 16 de junio de 2023   | Toše Proeski Arena, Skopie, Macedonia del Norte    | Macedonia del Norte | 2-3 | 2-3       | Clasificación para la Eurocopa 2024 |
| 11 | 19 de junio de 2023   | Estadio Anton Malatinský, Trnava, Eslovaquia       | Malta               | 1-0 | 1-0       | Clasificación para la Eurocopa 2024 |
| 12 | 26 de marzo de 2024   | Estadio Municipal de Breslavia, Breslavia, Polonia | Islandia            | 1-1 | 2-1       | Clasificación para la Eurocopa 2024 |
| 13 | 11 de junio de 2024   | Estadio Zimbru, Chisináu, Moldavia                 | Moldavia            | 0-2 | 0-4       | Amistoso                            |

## Estadísticas

### Clubes
Actualizado al último partido disputado el 10 de mayo de 2025.
| Club                           | Div.          | Temporada     | Liga  | Liga  | Liga   | Copas nacionales | Copas nacionales | Copas nacionales | Copas internacionales | Copas internacionales | Copas internacionales | Total | Total | Total  |
| Club                           | Div.          | Temporada     | Part. | Goles | Asist. | Part.            | Goles            | Asist.           | Part.                 | Goles                 | Asist.                | Part. | Goles | Asist. |
| ------------------------------ | ------------- | ------------- | ----- | ----- | ------ | ---------------- | ---------------- | ---------------- | --------------------- | --------------------- | --------------------- | ----- | ----- | ------ |
| F. C. Dinamo de Kiev · Ucrania | 1.ª           | 2016-17       | 20    | 3     | 4      | 3                | 1                | 1                | 6                     | 1                     | 1                     | 29    | 5     | 6      |
| F. C. Dinamo de Kiev · Ucrania | 1.ª           | 2017-18       | 27    | 13    | 9      | 3                | 1                | 0                | 10                    | 3                     | 3                     | 40    | 17    | 12     |
| F. C. Dinamo de Kiev · Ucrania | 1.ª           | 2018-19       | 31    | 18    | 10     | 2                | 0                | 0                | 13                    | 2                     | 6                     | 46    | 20    | 16     |
| F. C. Dinamo de Kiev · Ucrania | 1.ª           | 2019-20       | 27    | 14    | 5      | 4                | 1                | 0                | 8                     | 2                     | 3                     | 39    | 17    | 8      |
| F. C. Dinamo de Kiev · Ucrania | 1.ª           | 2020-21       | 20    | 12    | 4      | 3                | 1                | 0                | 11                    | 2                     | 1                     | 34    | 15    | 5      |
| F. C. Dinamo de Kiev · Ucrania | 1.ª           | 2021-22       | 18    | 11    | 2      | 1                | 0                | 0                | 6                     | 0                     | 1                     | 25    | 11    | 3      |
| F. C. Dinamo de Kiev · Ucrania | 1.ª           | 2022-23       | 13    | 6     | 5      | 0                | 0                | 0                | 10                    | 3                     | 1                     | 23    | 9     | 6      |
| F. C. Dinamo de Kiev · Ucrania | Total club    | Total club    | 156   | 77    | 39     | 16               | 4                | 1                | 64                    | 13                    | 16                    | 236   | 94    | 56     |
| Girona F. C. · España          | 1.ª           | 2022-23       | 19    | 3     | 6      | —                | —                | —                | —                     | —                     | —                     | 19    | 3     | 6      |
| Girona F. C. · España          | 1.ª           | 2023-24       | 30    | 8     | 7      | 4                | 0                | 0                | —                     | —                     | —                     | 34    | 8     | 7      |
| Girona F. C. · España          | 1.ª           | 2024-25       | 24    | 2     | 4      | 0                | 0                | 0                | 5                     | 0                     | 0                     | 29    | 2     | 4      |
| Girona F. C. · España          | Total club    | Total club    | 73    | 13    | 17     | 4                | 0                | 0                | 5                     | 0                     | 0                     | 81    | 13    | 17     |
| Total carrera                  | Total carrera | Total carrera | 229   | 90    | 56     | 20               | 4                | 1                | 69                    | 13                    | 16                    | 218   | 107   | 73     |

## Palmarés

### Campeonatos nacionales
| Título                  | Club                 | País    | Año  |
| ----------------------- | -------------------- | ------- | ---- |
| Supercopa de Ucrania    | F. C. Dinamo de Kiev | Ucrania | 2018 |
| Supercopa de Ucrania    | F. C. Dinamo de Kiev | Ucrania | 2019 |
| Copa de Ucrania         | F. C. Dinamo de Kiev | Ucrania | 2020 |
| Supercopa de Ucrania    | F. C. Dinamo de Kiev | Ucrania | 2020 |
| Liga Premier de Ucrania | F. C. Dinamo de Kiev | Ucrania | 2021 |
| Copa de Ucrania         | F. C. Dinamo de Kiev | Ucrania | 2021 |